# Philip Johnson
Philip Cortelyou Johnson (Cleveland, Ohio, 1906. július 8. – New Canaan, Connecticut, 2005. január 25.) amerikai építész, építészettörténész és kritikus, a Pritzker-díj első kitüntetettje.

## Életpályája
Philip Cortelyou Johnson 1906. július 8-án született az ohiói Clevelandben. Szülei gazdag családból származtak, és magániskolába járatták. A Harvard Egyetem klasszika-filológia szakára járt, amelyet 1930-ban fejezett be. Az 1920-as években európai tanulmányútra indult, melynek során Walter Gropiusszal és Mies van der Rohe-val találkozott. Mindkét modern építész jelentős befolyással volt munkásságára.
1930-ban a New York-i Modern Művészetek Múzeumának (MoMa) újonnan létrehozott építészeti és design osztály igazgatója lett. 1932-ben Henry-Russell Hitchcock művészettörténésszel közösen rendezte meg a modern építészetet bemutató kiállítást, amelyet a The International Style című könyvük kísért, később erről kapta elnevezését az új építészeti stílus is. A kiállítás és a könyv nagy hatással volt az amerikai építészet irányára.

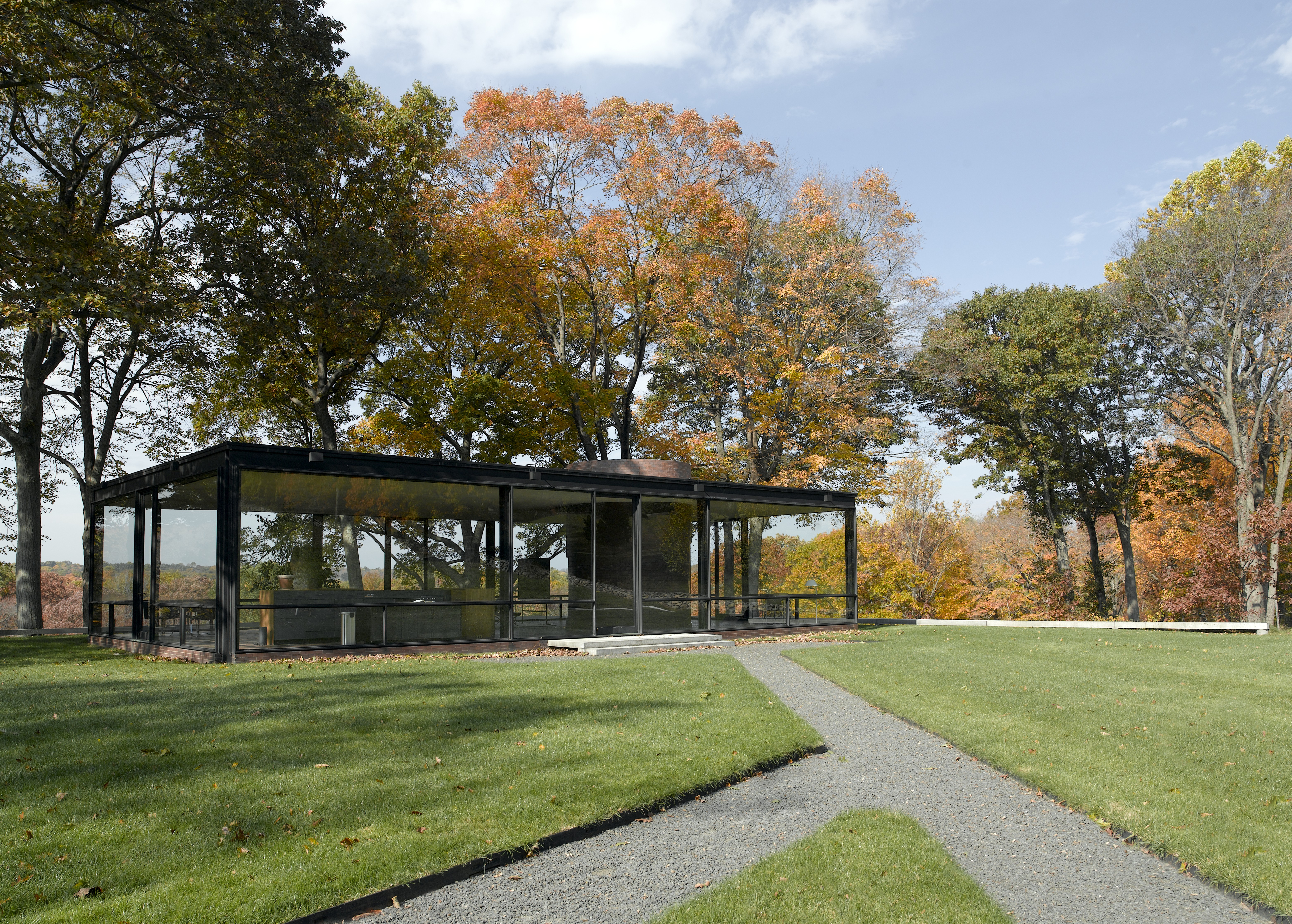
Glass House, New Caanan (1949)

1934-ben Németországba utazott, ahol a nácizmus esztétikája és szexualitása nagy hatással volt rá. Amerikába visszatérve, felmondta állását, és egy náci elveken alapuló pártot hozott létre. 1939-ben újra Németországban utazott egy jobboldali lap tudósítójaként.
1940-ben, ismét beiratkozott a Harvardra, ahol 37 évesen végül megkapta építészdiplomáját Gropius és Breuer Marcell alatt. 1949-ben építette meg saját otthonát, a Glass House-t (üvegházat), New Canaanban, amelyet Mies van der Rohe Farnsworth House-a inspirálta. Ezt követően számos modern stílusú lakást épített gazdag klienseinek. 1958-ban Mies manhattani Seagram üveg felhőkarcolójának belsőépítésze volt.
Az 1960-as évektől kezdve többszörösen stílust váltott. 1967-ben a chicagói John Burgee-vel közösen alapította meg irodáját, amely a posztmodern építészet egyik hírnöke lett. Az iroda számos felhőkarcolót tervezet az Egyesült Államokban, köztük a New York-i AT&T irodaházat. 1970-ben Dallasban a városban meggyilkolt John F. Kennedy elnök emlékművét, majd tíz évvel később a Los Angeles-i Kristálykatedrálist tervezte.
1979-ben Philip Johnson elsőként lett a Pritzker-díjjal kitüntetve.
Johnson egész életében homoszexuális volt. 1993-ban vállalta fel magát nyilvánosan, és ettől kezdve „Amerika legismertebb nyíltan meleg építészeként” tartották számon. 1934-ben kezdte első komoly kapcsolatát Jimmie Daniels kabaréénekessel, kapcsolatuk egy évig tartott.
Johnson 2005. január 25-én, kilencvennyolc éves korában, álmában halt meg az évtizedek óta otthonának számító Glass House-ban. Munka- és élettársa, David Whitney, akivel 45 évig élt együtt, még abban az évben, 66 éves korában meghalt. Végrendeletében Johnson a National Trust for Historic Preservationre hagyta lakóházát, amely ma múzeummá alakítva a nagyközönség számára nyitva áll.

## Alkotásai

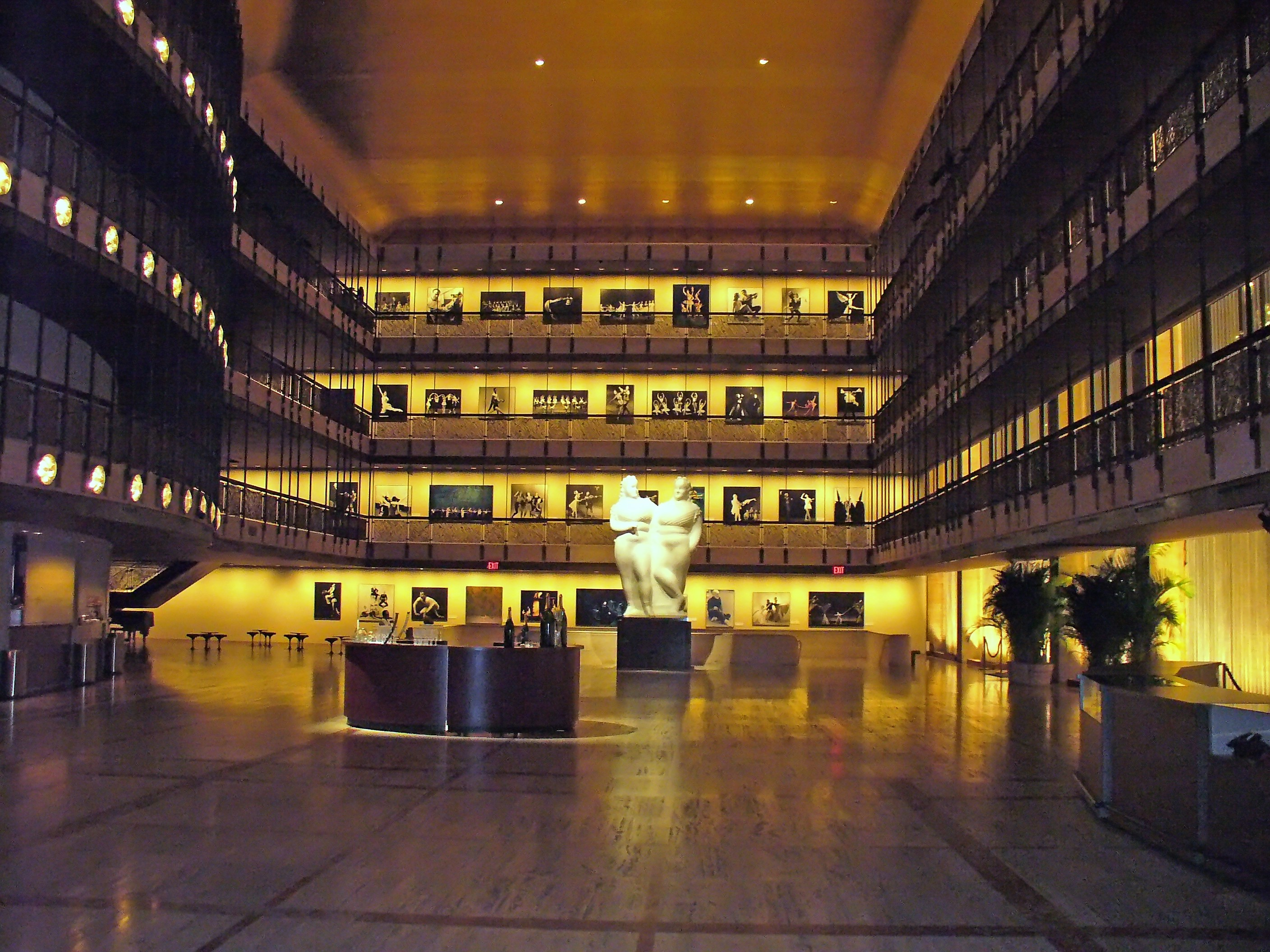
New York Állami Színház, Lincoln Center, New York (1964)

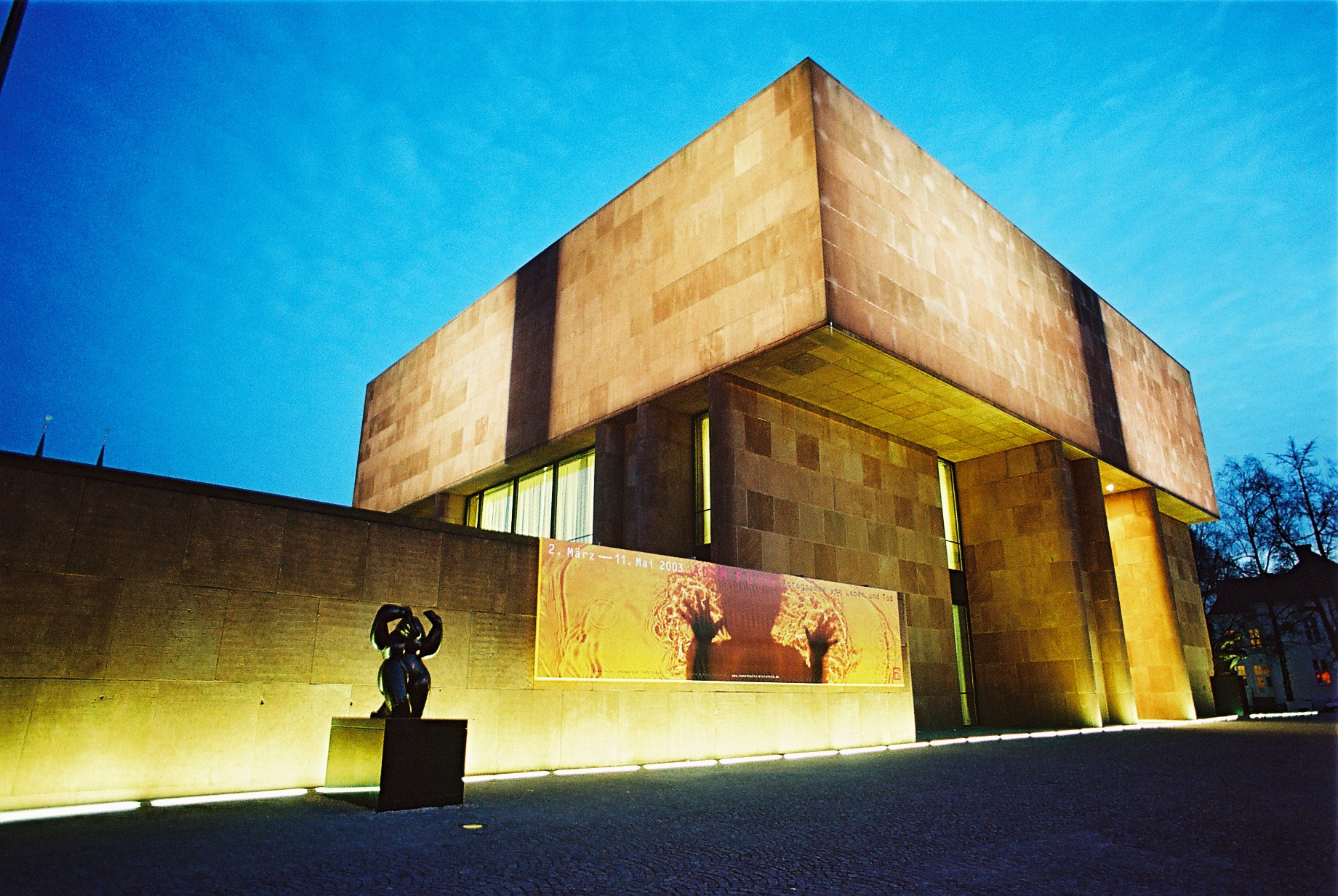
Bielefeld Műcsarnok (1968)

- 1942-43 Philip Johnson-ház, Cambridge, Massachusetts
- 1949 Glass House vagy Johnson-ház, New Caanan, Connecticut
- 1950 John de Menil-ház, Houston, Texas
- 1950 Mrs. John D. Rockefeller III-ház, New York
- 1951 Hodgson-ház, New Canaan, Connecticut (Landis Gores-szal)
- 1951 Oneto-ház, Irvington, New York, 1951 (Landis Gores-szal)
- 1960-64 Nukleáris reaktor, Rehovot, Izrael
- 1961 Amon Carter Múzeum, Fort Worth, Texas
- 1963 Museum for Pre-Columbian Art, Dumbarton Oaks, Washington, D.C.
- 1964 New York Állami Színház, Lincoln Center, New York (Richard Fosterrel)
- 1965 Kline Geológia Laboratórium, Yale Egyetem, New Haven, Connecticut (Richard Fosterrel)
- 1965 Epidemiológia épület, Yale Egyetem, New Haven, Connecticut
- 1965 Kline Science központ, Yale Egyetem, New Haven, Connecticut (Richard Fosterrel)
- 1965 Henry L. Moses Institute, Montefiore Hospital, Bronx, New York
- 1968 Bielefeld Műcsarnok, Bielefeld, Németország
- 1970 John F. Kennedy emlékmű, Dallas, Texas
- 1970 Philip Johnson Sculpture Gallery, New Canaan, Connecticut
- 1972 Albert and Vera List Art Building, Brown University, Providence, Rhode Island
- 1972 Tisch Hall, New York Egyetem, New York (Richard Fosterrel)
- 1972 Andre and Bella Meyer Hall of Physics (homlokzat), New York Egyetem, New York (Richard Fosterrel)
- 1976 Pennzoil Place, Houston, Texas. (Johnson-Burgee iroda)
- 1978-80 Kristálykatedrális, Garden Grove, Los Angeles, California (Johnson-Burgee iroda)
- 1980-84 AT&T irodaház (jelenleg Sony), New York (Johnson-Burgee iroda)
- 1991-95 Puerta de Europa, Madrid (Johnson-Burgee iroda)

## Képtár

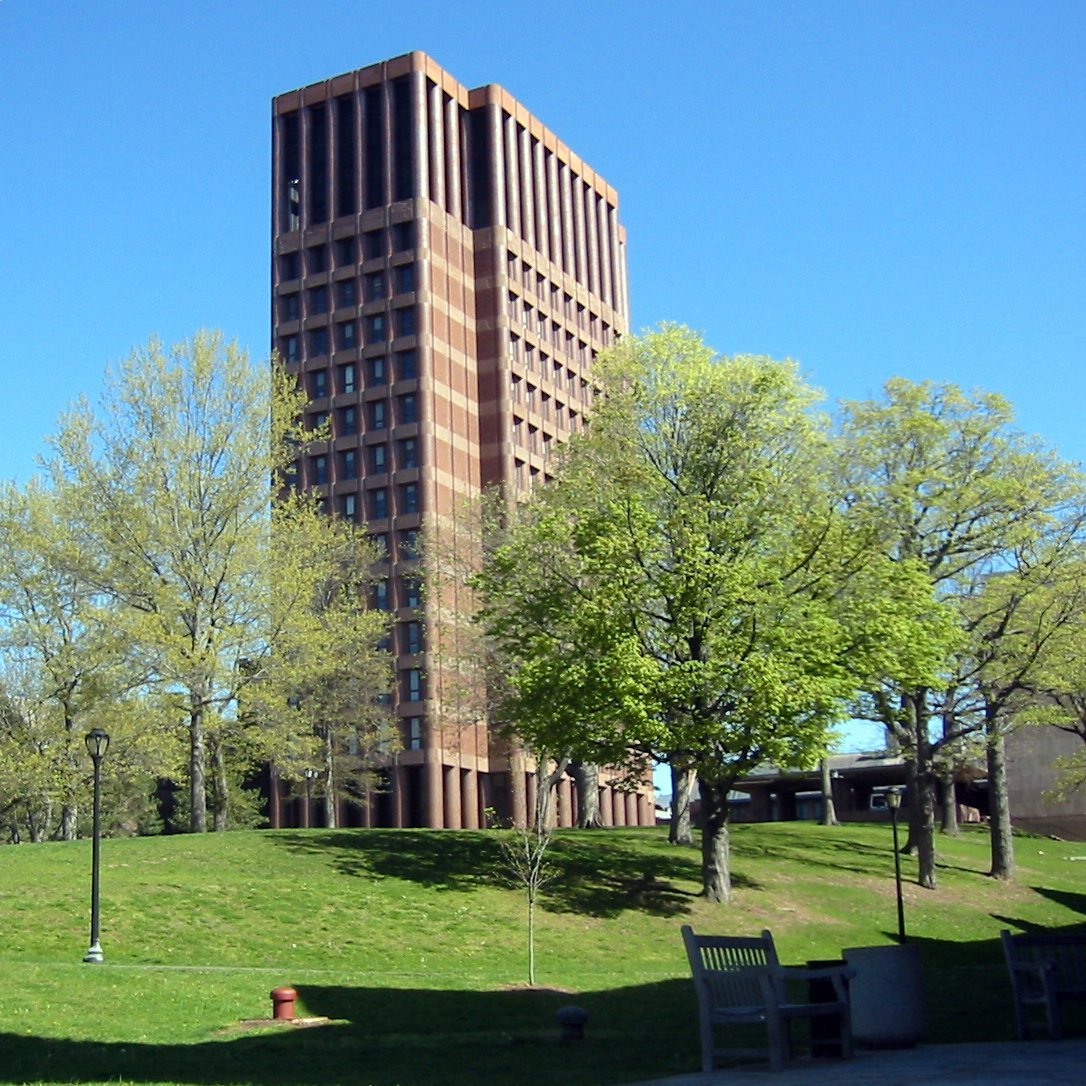
Kline Science Center, Yale Egyetem, Connecticut. (1965)
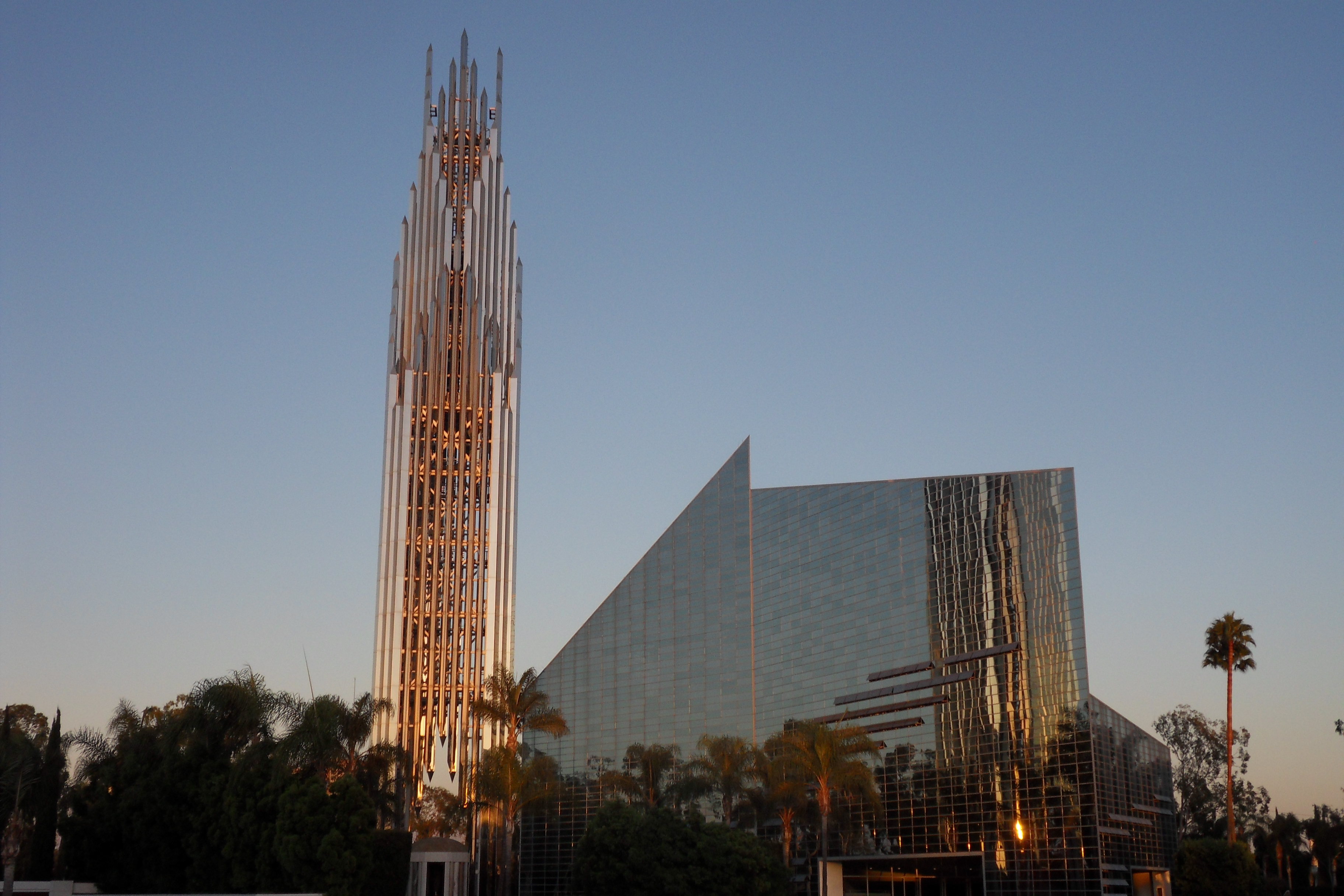
Kristálykatedrális, Garden Grove, Los Angeles (1978-80)
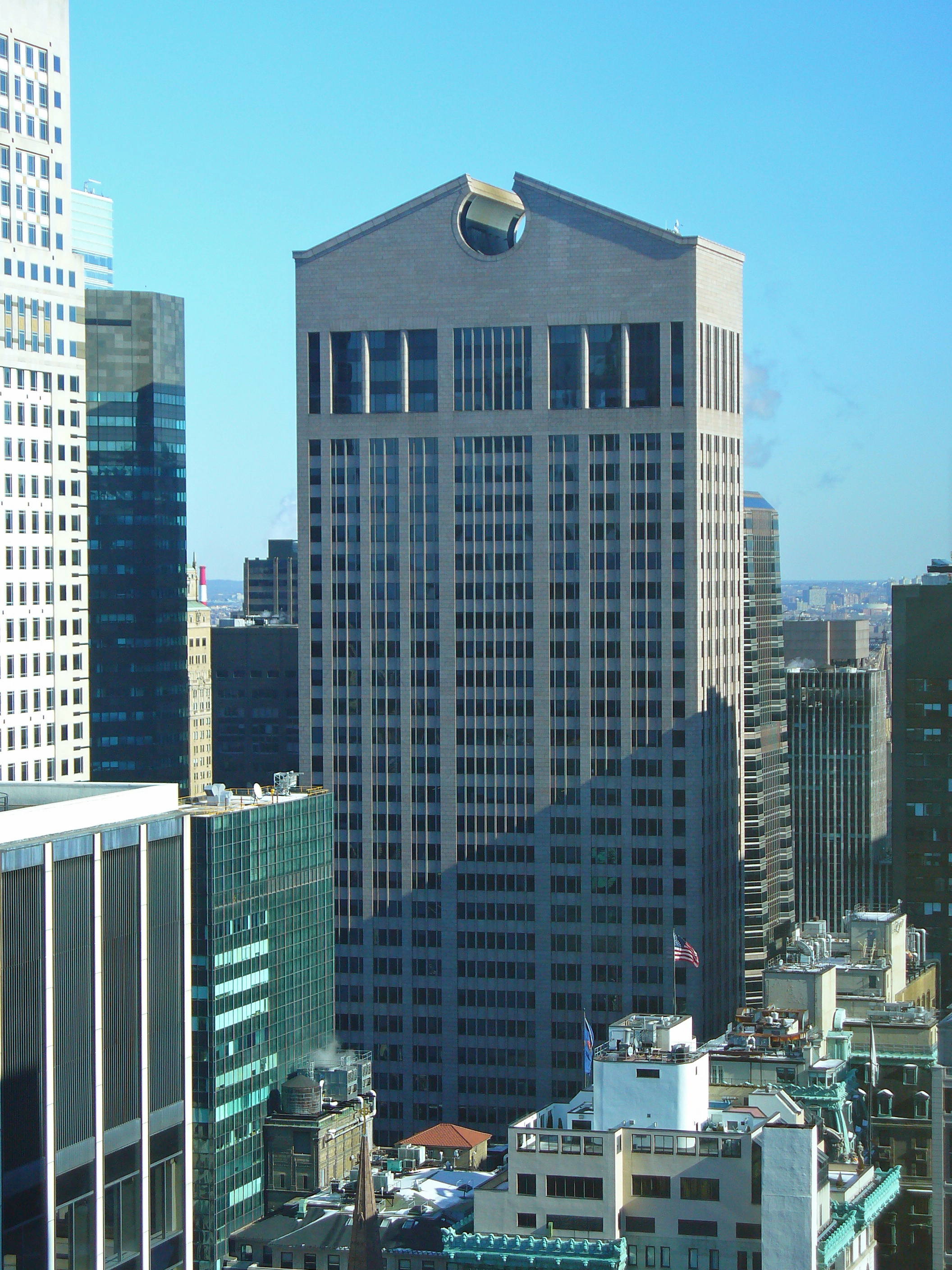
AT&T felhőkarcoló (jelenleg Sony), New York. (1980-84)
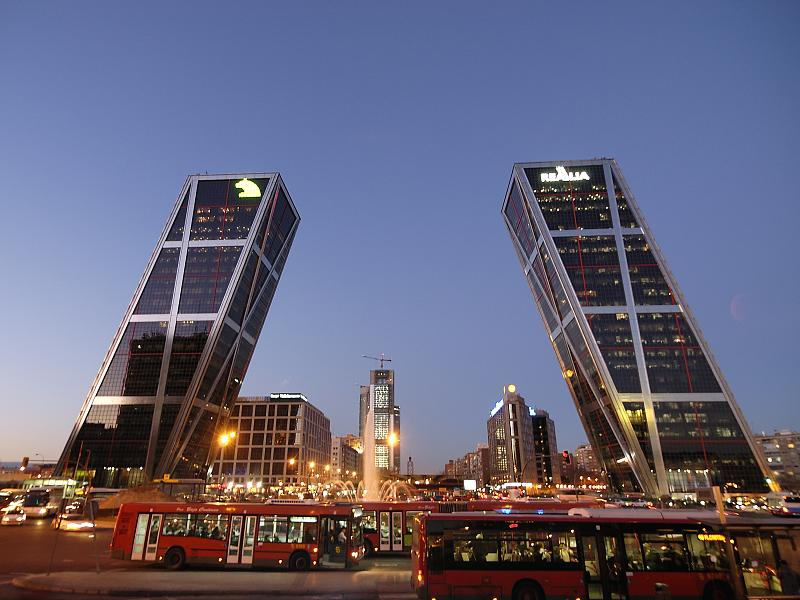
Puerta de Europa, Madrid (1991-95)